# Heliopyrgus americanus
Heliopyrgus americanus är en fjärilsart som beskrevs av Blanchard 1852. Heliopyrgus americanus ingår i släktet Heliopyrgus och familjen tjockhuvuden. Inga underarter finns listade i Catalogue of Life.